# F. A. E. van Wouden
Franciscus Antonius Evert van Wouden (* 11. Januar 1908; † 8. Juni 1987), oft als F. A. E. van Wouden zitiert, war ein niederländischer Ethnologe, spezialisiert auf Indonesien.

## Leben und Werk

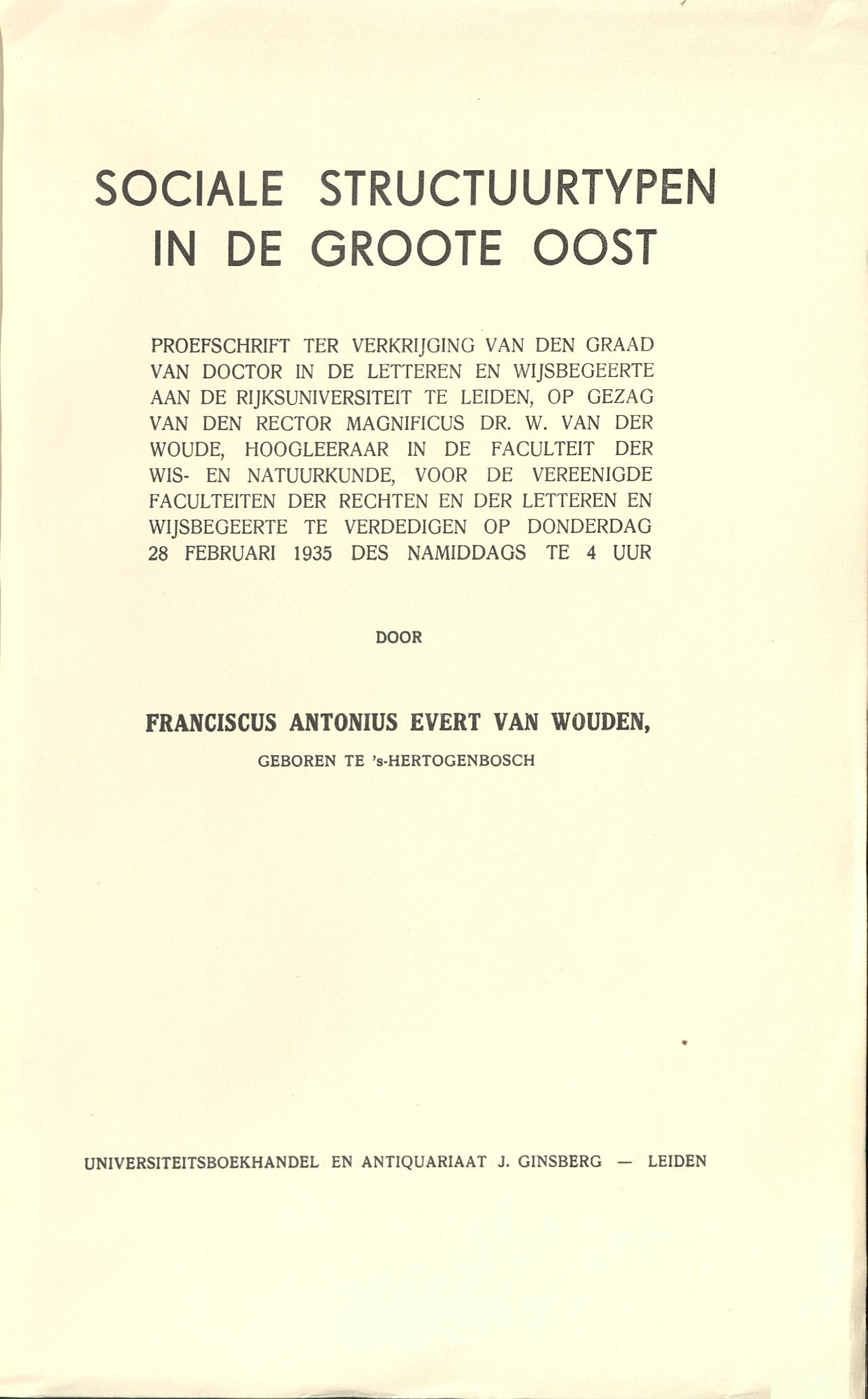
Promotion (1935)

Er bereitete sich durch ein Studium in Leiden zunächst auf eine Karriere als Verwaltungsbeamter in Niederländisch-Ostindien vor und studierte dann noch in Leiden indonesische Sprachen und Ethnologie, wo er bei J. P. B. de Josselin de Jong (1884–1969) promovierte.
Die Leidener Dissertation aus dem Jahr 1935, die unter dem Titel Sociale structuurtypen in de Groote Oost (Soziale Strukturtypen in Ostindonesien) erschien, gilt als ein Klassiker der Ethnologie. Eine englische Übersetzung von Rodney Needham unter dem Titel Types of Social Structure in Eastern Indonesia erschien in der Translation Series des KITLV.
Seine Forschung ist stark von den Soziologen Émile Durkheim und Marcel Mauss und ihrer Arbeit zu grundlegenden Klassifikationsformen beeinflusst.
Er arbeitete später für kürzere Zeit als lecturer an der Universität Indonesia. Von 1952 bis 1955 war er korrespondierendes Mitglied der Königlich Niederländischen Akademie der Wissenschaften.

## Publikationen (Auswahl)
- Sociale structuurtypen in de Groote Oost. Leiden: Ginsberg, 1935. Leiden, Letterk. Diss., 28. februari 1935
  - Types of Social Structure in Eastern Indonesia. English Translation by Rodney Needham. Preface by G. W. Locher. The Hague, Martinus Nijhoff, 1968, KITLV, Translation Series 11